# Amusia cataracta
Amusia cataracta är en spindelart som beskrevs av Tucker 1923. Amusia cataracta ingår i släktet Amusia och familjen plattbuksspindlar. Inga underarter finns listade i Catalogue of Life.